# Чёрная (приток Шилки)
Чёрная — река в Забайкальском крае России, левый приток Шилки. Длина реки — 76 км. Площадь водосбора — 12 100 км². Среднегодовой сток в устье составляет 1,54 км³.
За исток Чёрной принято слияние рек Чёрный Урюм и Белый Урюм. Ледяной покров обычно устанавливается в середине октября, разрушается в начале мая, таким образом ледостав продолжается 175—215 дней. Толщина льда достигает 210—220 см. Периодически река перемерзает.
Притоки: Итыкенда, Северный Делингдэ, Дэлингдэ.